# Annibaldo di Ceccano
Annibale Gaetani di Ceccano (Ceccano, c. 1282 - Montecassino, 1350) fue un cardenal italiano.

## Biografía
Fue arzobispo de Nápoles desde 1326 hasta 1328, y llevó a cabo varias misiones diplomáticas, tales como la creación de la tregua de 1343 entre Inglaterra y Francia. Él fue obispo de Frascati entre 1332 y 1350.
Di Ceccano es famoso por el lujo de una fiesta que dio en 1343 en honor del Papa Clemente VI; un relato de un testigo ha sobrevivido hasta nuestros días.
Participó en el cónclave de 1334 que eligió al Papa Benedicto XII. El nuevo Papa lo nombró legado y lo envió en misión a Nápoles con la tarea de reconciliar a Luis I de Hungría, con su cuñada y prima Juana I de Nápoles.
Participó en el cónclave de 1342 que eligió al Papa Clemente VI.
Murió el 17 de julio de 1350 mientras llegaba a Nápoles y algunos rumores decían que había sido envenenado. El cuerpo, embalsamado y cubierto con un hábito franciscano, fue llevado a Roma y fue enterrado en la tumba del tío cardenal, en la capilla de los Santos Lorenzo y Jorge en la Antigua Basílica de San Pedro.
Su palacio, el Livrée Ceccano de Aviñón, cuya construcción se inició entre 1335 y 1340, todavía sobrevive. Ahora es una biblioteca pública.